# Dorfkirche Vesser

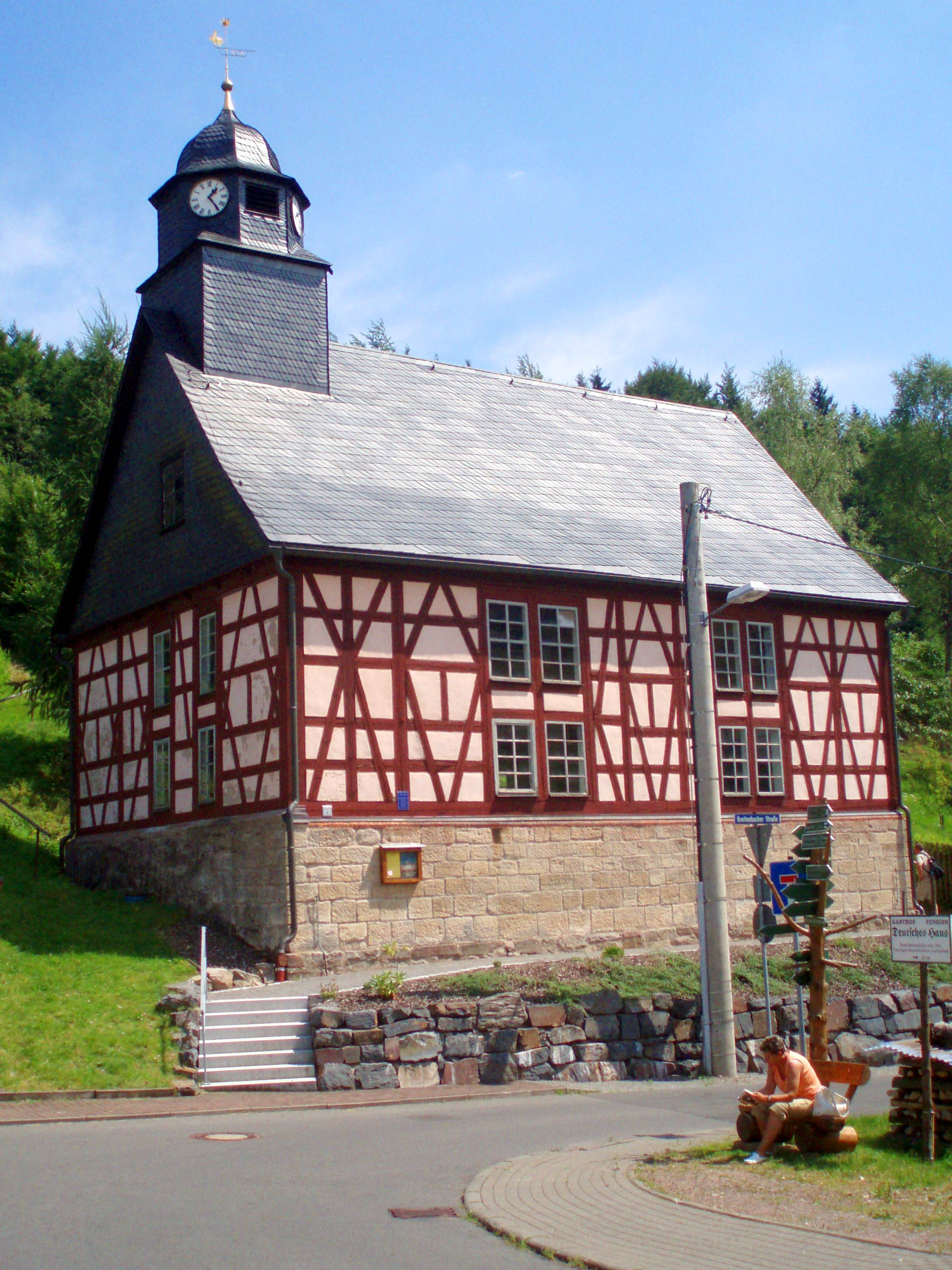
Die Dorfkirche

Die evangelische Dorfkirche Vesser steht im Ortsteil Vesser der kreisfreien Stadt Suhl und im Biosphärenreservat Vessertal in Thüringen.

## Geschichte

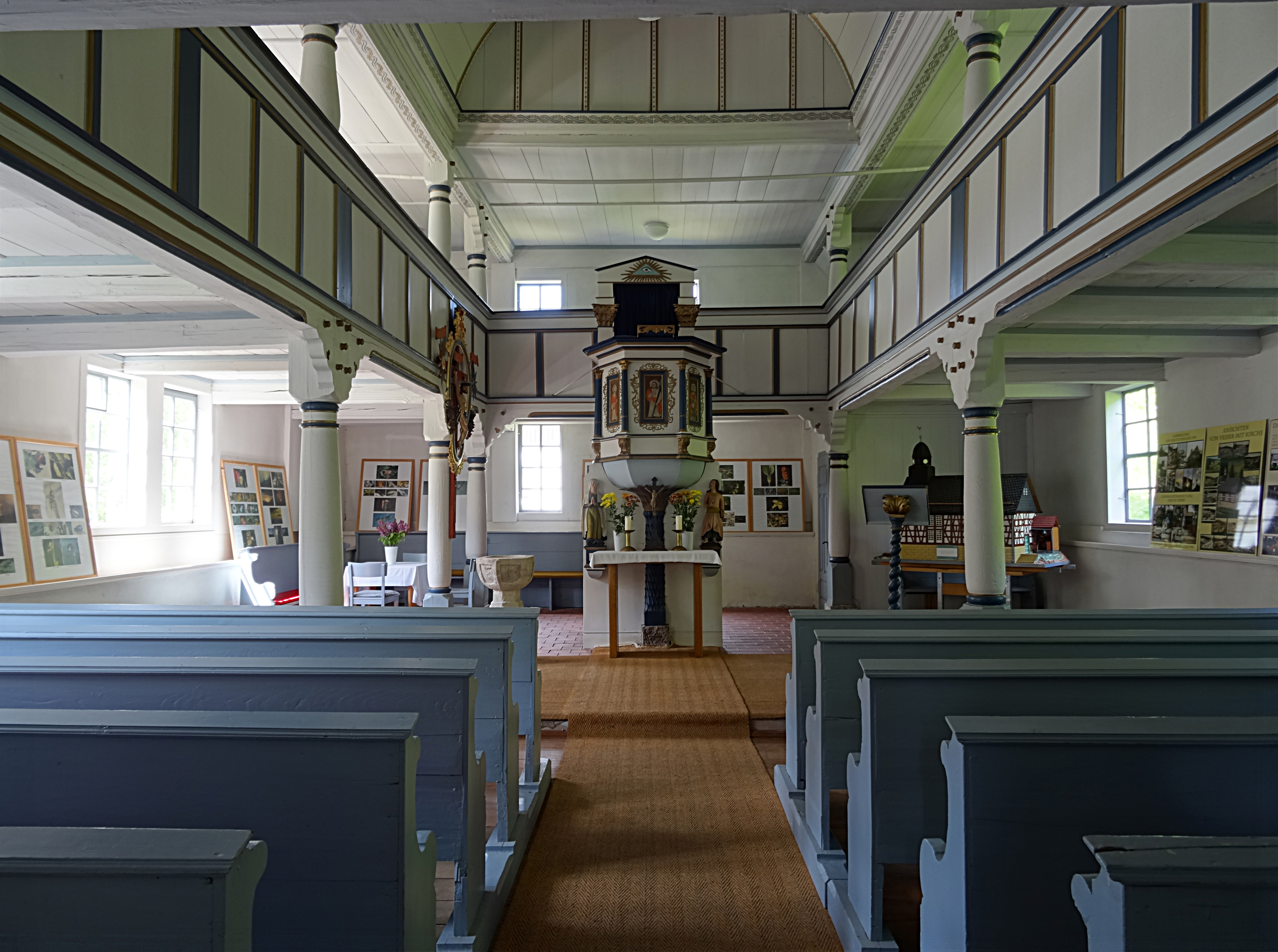
Blick zum Kanzelaltar

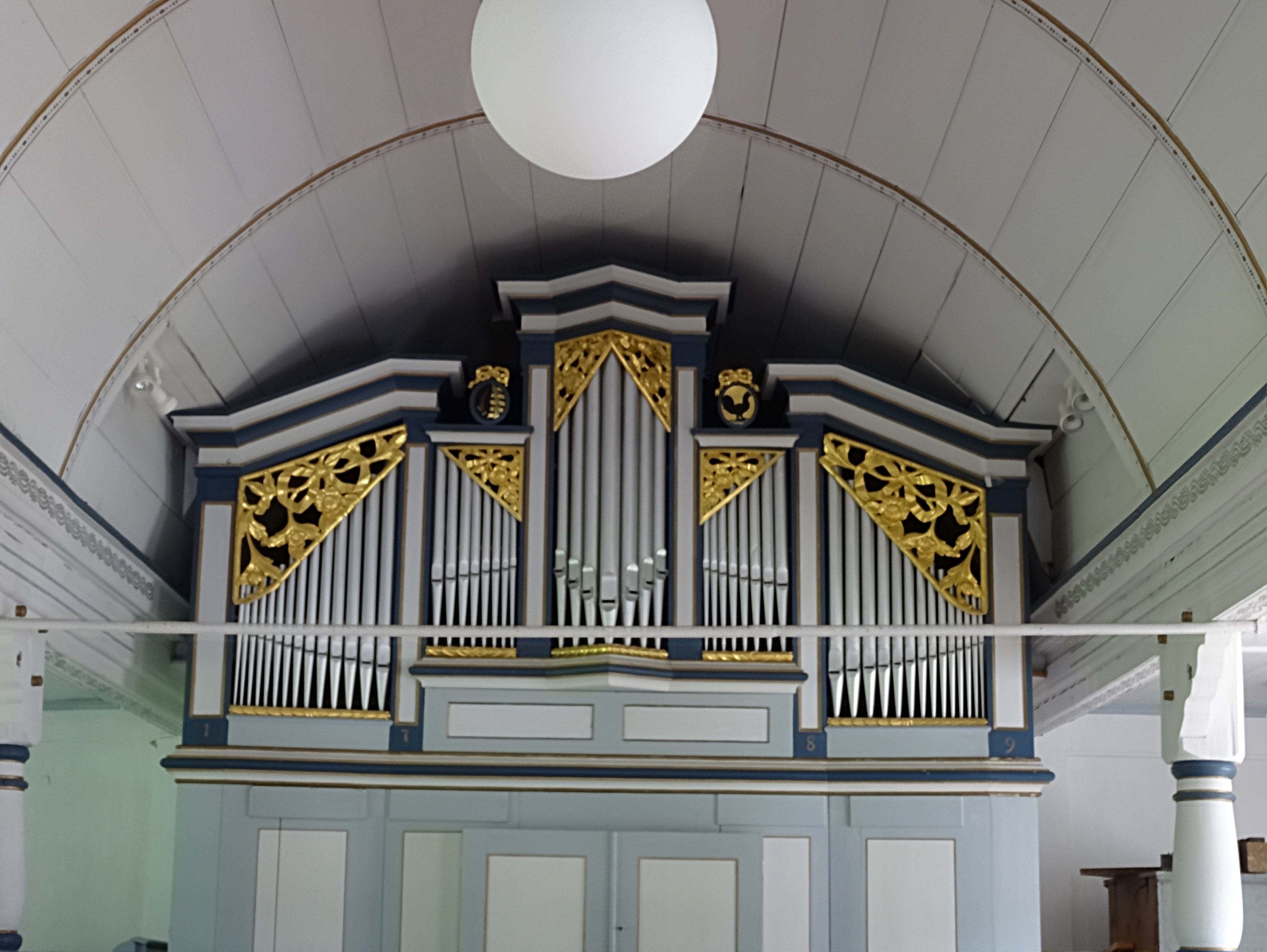
Orgel von 1789

Die Dorfkirche des Thüringer Walddorfes Vesser ist Hans Valentin Triebel zu verdanken. Sie wurde von 1710 bis 1711 im Fachwerkstil als Filialkirche von Frauenwald schlicht erbaut, was sie später zum Kulturdenkmal kürte.
Zur schlichten Ausstattung gehören die Emporen, der Taufstein (1711), die Orgel (1789) und die Glocke (1896) sowie das Vortragekreuz (1712). Die Kanzel ist aus dem 18. Jahrhundert. In den Kanzelfeldern sind die vier Evangelisten und Jesus Christus dargestellt. 1842 kamen die Altarfiguren Maria und Johannes beim Umbau des Kanzelaltars hinzu. 1912 erhielt der Kanzelaltar noch das Auge Gottes im Giebelfeld hinzu.
Die Epitaphe der Familie Triebel würdigen deren Leistung für das Gotteshaus.

## Nach der politischen Wende
Das Gotteshaus war stark vernachlässigt worden und hatte einen kritischen Bauzustand. Die Kirche wurde mit Hilfe der deutschen Denkmalpflege und des Architekten, der Kirchgemeinde und der Stadt Suhl zum Kulturdenkmal gemacht.
Die Gemeinde gehörte lange Zeit zum Kirchenkreis Henneberger Land, der bis zum 1. Januar 2009 Teil der Evangelischen Kirche der Kirchenprovinz Sachsen war. Nach der Fusion zur Evangelischen Kirche in Mitteldeutschland wurde der Kirchenkreis am 1. Januar 2022 dem Bischofssprengel Erfurt zugeordnet. Zum 1. Januar 2024 wechselte die Gemeinde in den Kirchenkreis Arnstadt-Ilmenau.